# ルーク・フォックス
ルーク・フォックス（Luke Fox, 1586年10月20日 - 1635年7月15日）は、北西航路探索を行ったイギリス人の探検家。
キングストン・アポン・ハル出身。1631年、彼はハドソン湾西部の大部分を航海し、そのような航路が存在する可能性はないと結論付けた。
フォックス湾とフォックス半島は彼にちなんで名づけられた。
| スタブアイコン | サブスタブ | この項目は、まだ閲覧者の調べものの参照としては役立たない、人物に関連した書きかけの項目です。この項目を加筆・訂正などしてくださる協力者を求めています（P:人物伝/PJ:人物伝）。 |